# Mandaqui
Mandaqui es un distrito ubicado en la zona nordeste de la ciudad de Sao Paulo, Brasil. Administrativamente pertenece a la subprefectura de Santana. 

## Historia
En lengua tupí, el término Mandihy significa río de mandis o bagre. Con el tiempo, la gente empezó a referirse a la zona como la tierra de Mandaqui.

## Distritos limítrofes
- Municipio de Mairiporã (norte)
- Tremembé y Tucuruvi (este)
- Santana (sur)
- Casa Verde y Cachoeirinha